# Sasha Renate Bermann
Sasha Renate Bermann (født 12. august 1986) er en dansk ungdomspolitiker. Hun blev i februar 2011 valgt til landsformand for Liberal Alliances Ungdom og var desuden medlem af Liberal Alliances hovedbestyrelse.
Bermann studerer cand.ling.merc. på Copenhagen Business School, og arbejder i den borgerlige-liberale tænketank CEPOS som studentermedhjælper.